# Maurice Faure (Pianist)
Maurice Faure (nicht Fauré !, * 11. März 1891 in Montluçon; † 26. Januar 1991) war ein französischer Pianist. Er wurde vor allem als Klavierbegleiter bekannt.

## Leben und Werk
Maurice Faure studierte an der Ecole Niedermeyer in Paris Klavier und Orgel und wandte sich dem Metier der Klavierbegleitung zu. Er strebte von Anfang an keine Karriere als Konzertsolist an. Er ergriff zunächst die Möglichkeit, als Repetitor an der Pariser Oper zu wirken. Hier kam er mit Sängerinnen und Sängern wie Francisque Delmas, Marcel Journet, Fanny Heldy oder Germaine Lubin in Kontakt. Zwei Jahre später trat er ins Pariser Konservatorium ein, um in den Bühnenaufführungsklassen von Pierre Chereau die auszubildenden Künstler zu begleiten. Er erarbeitete sich in diesem Metier einen hervorragenden Ruf und wurde daraufhin schnell von Sängerinnen und Sängern wie Ninon Vallin, Lily Pons, Tito Schipa, Georges Thill, Raoul Jobin sowie auch von Instrumentalisten wie Maurice Maréchal, René Benedetti und Zino Francescatti als Klavierbegleiter nachgefragt.
Im Ersten Weltkrieg wurde Maurice Faure in Verdun schwer verwundet. Nach seiner Genesung lernte er von Captain Albert Wolff, selbst im zivilen Leben ein Orchesterleiter, Militärflugzeuge zu fliegen. Er erhielt die Medaille für 1000 geleistete Militärflugstunden.
Ende des Zweiten Weltkrieges wurde er von der Metropolitan Opera in New York engagiert, um französische Opernaufführungen zu unterstützen. In New York traf er seine ehemalige Schülerin, die Opernsängerin Rosita Arguello, die er heiratete und mit der er einen Sohn hatte. Nach insgesamt drei Spielzeiten in New York kehrte er in seine Positionen an der Pariser Oper und am dortigen Konservatorium zurück. Er führte seine Karriere in „Einfachheit und Bescheidenheit“ fort und wurde 1961 pensioniert. Er starb am 26. Januar 1991 sechs Wochen vor Erreichen seines 100. Lebensjahres.
Maurice Faure galt als ein Klavierbegleiter, der den begleiteten Künstlern Sicherheit und Unterstützung im Dienste der zu interpretierenden Werke in ihrem Vortrag bot und gab.